# Plugg
Plugg (anche scritto plug) è un sottogenere della musica trap, che è emerso a metà degli anni 2010 tramite la distribuzione online sulla piattaforma SoundCloud.

## Descrizione
A differenza della trap principale, che è definita da una produzione ampollosa e da motivi di batteria hi-hat tintinnanti, si dice che il plugg sia sognante, rilassato, atmosferico, spaziale, arioso, minimale e orecchiabile, descritto come dotato di un'atmosfera complessivamente lussureggiante e jazz, etereo, succulento multi-armonie strumentali e melodie, programmazione di batteria sparsa, disgiunta e rilassata con poche hit-hat e linee di basso spesse. A differenza del hi-hat del trap principale, la batteria plugg impiega principalmente battiti irregolari, piatti crash e rullanti con accenti punteggiati su mezzi tempi. Come descritto da un critico, il plugg è più concepito per essere ascoltato da solo, "sperimentato".. [nel] modo in cui è inteso: come una trance di un giorno nella tua dimora isolata".
Dal punto di vista vocale, il plugg spazia da ritmi strumentali senza voce, a canzoni rap o canto dolce. I flussi di rap, utilizzati nel plugg, vanno dall'aggressivo al rilassato e dolce.

## Etimologia
Il genere deriva il suo nome dal tag del produttore "Plug!" su SoundCloud utilizzato dai membri del collettivo BeatPluggz dal 2013. MexikoDro del collettivo Beatpluggz ha affermato che il membro del collettivo StoopidXool o qualcun altro del Beatpluggz ha registrato la voce per il tag. All'inizio, il loro tag usava la parola "Plugs!", ma poi l'hanno abbreviato in "Plug!"
Entrambe le varianti "plugg" e "plug" sono usate per descrivere il genere. Altri nomi per il genere comprendono termini descrittivi come "new wave" e "smooth jazz" (da non confondere con i generi new wave e smooth jazz).